# Recopa d'Europa de futbol 1991-92
La Recopa d'Europa de futbol 1991-92 fou la trenta-dosena edició de la Recopa d'Europa de futbol. La final fou guanyada pel Werder Bremen davant del AS Monaco.

## Ronda preliminar
| Equip 1       | Global | Equip 2              | Anada | Tornada |
| ------------- | ------ | -------------------- | ----- | ------- |
| Stockerau     | 0-2    | Tottenham Hotspur FC | 0-1   | 0-1     |
| Galway United | 0-7    | Odense               | 0-3   | 0-4     |

## Primera ronda
| Equip 1                | Global | Equip 2              | Anada | Tornada |
| ---------------------- | ------ | -------------------- | ----- | ------- |
| Fyllingen              | 2-8    | Atlètic de Madrid    | 0-1   | 2-7     |
| Athinaikos FC          | 0-2    | Manchester United FC | 0-0   | 0-2(pr) |
| GKS Katowice           | (c)3-3 | Motherwell           | 2-0   | 1-3     |
| AC Omonia              | 0-4    | Club Brugge          | 0-2   | 0-2     |
| Bacău                  | 0-11   | Werder Bremen        | 0-6   | 0-5     |
| Levski Sofia           | 3-7    | Ferencvárosi TC      | 2-3   | 1-4     |
| Stahl Eisenhüttenstadt | 1-5    | Galatasaray          | 1-2   | 0-3     |
| Odense                 | 1-4    | Baník Ostrava        | 0-2   | 1-2     |
| Glenavon               | 4-4(c) | Ilves                | 3-2   | 1-2     |
| CSKA Moscou            | 2-2(c) | AS Roma              | 1-2   | 1-0     |
| Norrköping             | 6-1    | Jeunesse Esch        | 4-0   | 2-1     |
| Swansea City AFC       | 1-10   | AS Monaco            | 1-2   | 0-8     |
| Valur                  | 1-2    | FC Sion              | 0-1   | 1-1     |
| Partizani Tirana       | 0-1    | Feyenoord            | 0-0   | 0-1     |
| Hajduk Split           | 1-2    | Tottenham Hotspur FC | 1-0   | 0-2     |
| Valletta               | 0-4    | FC Porto             | 0-3   | 0-1     |

## Segona ronda
| Equip 1              | Global | Equip 2              | Anada | Tornada |
| -------------------- | ------ | -------------------- | ----- | ------- |
| Atlètic de Madrid    | 4-1    | Manchester United FC | 3-0   | 1-1     |
| GKS Katowice         | 0-4    | Club Brugge          | 0-1   | 0-3     |
| Werder Bremen        | 4-2    | Ferencvárosi TC      | 3-2   | 1-0     |
| Galatasaray          | (c)2-2 | Baník Ostrava        | 0-1   | 2-1     |
| Ilves                | 3-6    | AS Roma              | 1-1   | 2-5     |
| Norrköping           | 1-5    | AS Monaco            | 1-2   | 0-3     |
| FC Sion              | 0-0(p) | Feyenoord            | 0-0   | 0-0(pr) |
| Tottenham Hotspur FC | 3-1    | FC Porto             | 3-1   | 0-0     |

## Quarts de final
| Equip 1           | Global | Equip 2              | Anada | Tornada |
| ----------------- | ------ | -------------------- | ----- | ------- |
| Atlètic de Madrid | 4-4(c) | Club Brugge          | 3-2   | 1-2     |
| Werder Bremen     | 2-1    | Galatasaray          | 2-1   | 0-0     |
| AS Roma           | 0-1    | AS Monaco            | 0-0   | 0-1     |
| Feyenoord         | 1-0    | Tottenham Hotspur FC | 1-0   | 0-0     |

## Semifinals
| Equip 1     | Global | Equip 2       | Anada | Tornada |
| ----------- | ------ | ------------- | ----- | ------- |
| Club Brugge | 1-2    | Werder Bremen | 1-0   | 0-2     |
| AS Monaco   | (c)3-3 | Feyenoord     | 1-1   | 2-2     |

## Final
| Werder Bremen          | 2 – 0 | AS Monaco |
| ---------------------- | ----- | --------- |
| Allofs 40' · Rufer 55' |       |           |

| Guanyador de la Recopa d'Europa 1991-92 |
| --------------------------------------- |
| Werder Bremen Primer títol              |